# Hypena nebulosa
Hypena nebulosa är en fjärilsart som beskrevs av Alfred Ernest Wileman och South 1921. Hypena nebulosa ingår i släktet Hypena och familjen nattflyn. Inga underarter finns listade i Catalogue of Life.